# Leptamphopus litoralis
Leptamphopus litoralis är en kräftdjursart. Leptamphopus litoralis ingår i släktet Leptamphopus och familjen Calliopiidae. Inga underarter finns listade i Catalogue of Life.